# Лорье, Уилфрид
Сэр Анри́-Шарль-Вильфри́д Лорье́ GCMG PC KC (фр. Henri-Charles-Wilfrid Laurier, французское произношение wilfʁid loʁje, английское произношение фамилии — ˈlɒrieɪ, Ло́риэй), в России более известен как Уи́лфрид Лорье́; 20 ноября 1841, Сен-Лен, Нижняя Канада — 17 февраля 1919, Оттава, Онтарио, Канада) — канадский политик, 7-й премьер-министр Канады с 11 июля 1896 по 5 октября 1911, первый франкоканадец на этом посту; представитель Либеральной партии.

## Биография

### Ранние годы жизни

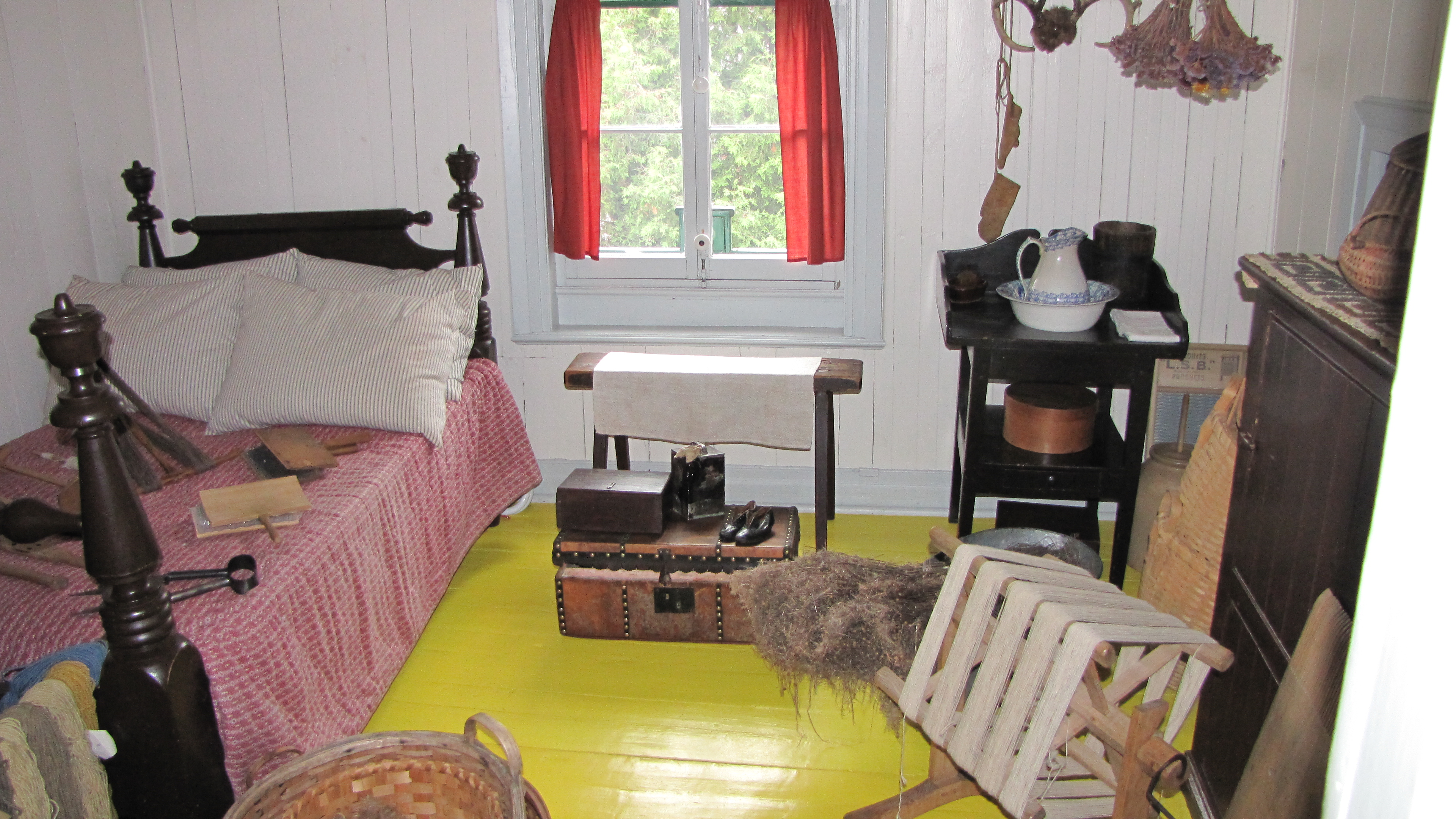
Спальня в родном доме Лорье. Сен-Лен-Лорантид, Квебек

Лорье родился 20 ноября 1841 года в городке Сен-Лен (ныне — часть квебекского муниципалитета Сен-Лен-Лорантид). Его отец Каролюс Лорье был представителем шестого поколения одной из старейших семей Квебека, восходящей своими корнями к Франсуа Коттино, мигрировавшего в Новую Францию в XVII веке из Сен-Кло. Отец будущего премьер-министра был хорошо образованным и очень уважаемым в Сен-Кло человеком, занимая в разные годы должности мирового судьи, члена школьного совета, лейтенанта местной милиции (ополчения) и, наконец, мэра города. Будучи убеждённым либералом, Каролюс Лорье оказал большое влияние на формирование взглядов Уилфрида. В возрасте 11 лет Лорье переехал в Нью-Глазго, соседнюю деревню, населённую шотландскими эмигрантами, и в течение двух лет находился в английской языковой среде, став двуязычным. Позже он успешно окончил Коллеж Л'Ассомпсьона, а в 1864 году — юридический факультет Университета Макгилла в Монреале.

### Ранняя политическая карьера

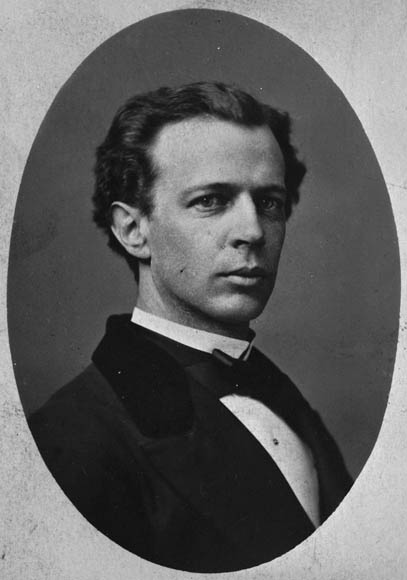
Молодой Уилфрид Лорье. 1869 год

В молодости Лорье состоял в радикальном франкофонском движении Rouge, затем вступил в Либеральную партию Канады. На выборах 1871 года Лорье был избран депутатом Законодательного собрания Квебека от округа Драммонд-Атабаска. В 1877 году он стал членом Палаты общин от округа Квебек Восток, заняв место ушедшего в отставку Исидора Тибодо. В 1877—1878 годах он занимая пост министра внутренних доходов в правительстве Александра Маккензи.
В 1887 Лорье стал новым лидером Либеральной партии и лидером официальной оппозиции, сменив Эдварда Блейка. В 1896 благодаря кризису Консервативной партии либералы, занявшие антиклерикальную позицию, победили на всеобщих выборах, и Лорье стал премьер-министром.

### Премьер-министр Канады
Первым его шагом на посту было разрешение вопроса о французских школах в Манитобе, где в 1890 местный парламент запретил преподавание на французском языке в государственных школах. Именно манитобская проблема стала одной из основных причин падения консервативного правительства Чарльза Таппера и прихода либералов к власти. В итоге было разрешено создание государственных франкоязычных школ при условиях, что в классе набиралось не менее 10 человек и что рядом имелась соответствующая английская школа. Компромисс, принятый Лорье при решении манитобского вопроса, получил название «солнечные пути» (англ. sunny ways; фр. voies ensoleillées).
В 1897 Лорье был награждён Большим крестом ордена Святого Михаила и Святого Георгия, что дало ему право на рыцарство и приставку сэр к имени.
Лорье стремился в период пребывания у власти уменьшить связи с Великобританией и Европой, развивая отношения с США. Тем не менее он отправил канадские войска для участия в Англо-бурской войне. Участие в этой войне стало для канадских солдат первым зарубежным опытом. Также оно способстовало росту международного престижа Канады — впервые она выступала в войне как отдельная страна, а не как часть Великобритании. Решение об отправке войск на бурский фронт вызвало недовольство франкоканадских националистов во главе с Анри Бурасса: в итоге Лорье был вынужден уступить им, и вместо регулярных войск (Канадской милиции) в Южную Африку были отправлены добровольцы.
При Лорье поощрялось развитие промышленности и частного предпринимательства, была достроена Тихоокеанская железная дорога.
В период премьерства Лорье из части Северо-Западных территорий были созданы провинции Альберта и Саскачеван (1905), а также территория Юкон (1898).
Как франкоканадец, Лорье сыграл большую роль в укреплении влияния Либеральной партии в Квебеке, который был до того оплотом Консервативной партии, которую поддерживала Римско-католическая церковь. С 1909 года либералы неизменно побеждали на федеральных выборах в Квебеке в течение следующих нескольких десятков лет.
В 1910 году по инициативе Лорье был принят Акт о Военно-морской службе, по которому была создана Военно-морская служба Канады (ныне Королевский канадский военно-морской флот). До этого у Канады не было своих ВМС, защиту её берегов осуществлял ВМФ Великобритании. Однако законопроект о флоте встретил критику со стороны консерваторов во главе с Робертом Борденом. На прошедших в 1911 году выборах Бордену и его партии удалось одержать победу над Лорье, чья популярность после принятия закона о флоте резко упала.

### Лидер оппозиции правительству Бордена. Последние годы
Под руководством Лорье либералы побеждали на всеобщих выборах четыре раза подряд, однако в 1911 политика Лорье, направленная на свободную торговлю с США, потеряла популярность, и на досрочных выборах, вызванном столкновением либералов с консервативными фермерами, либералы потерпели поражение. Новое правительство возглавил Роберт Лэрд Борден. Лорье вновь ушёл в оппозицию, решительно выступая против участия Канады в Первой мировой войне и введения всеобщей воинской повинности во время кризиса призыва 1917 года.

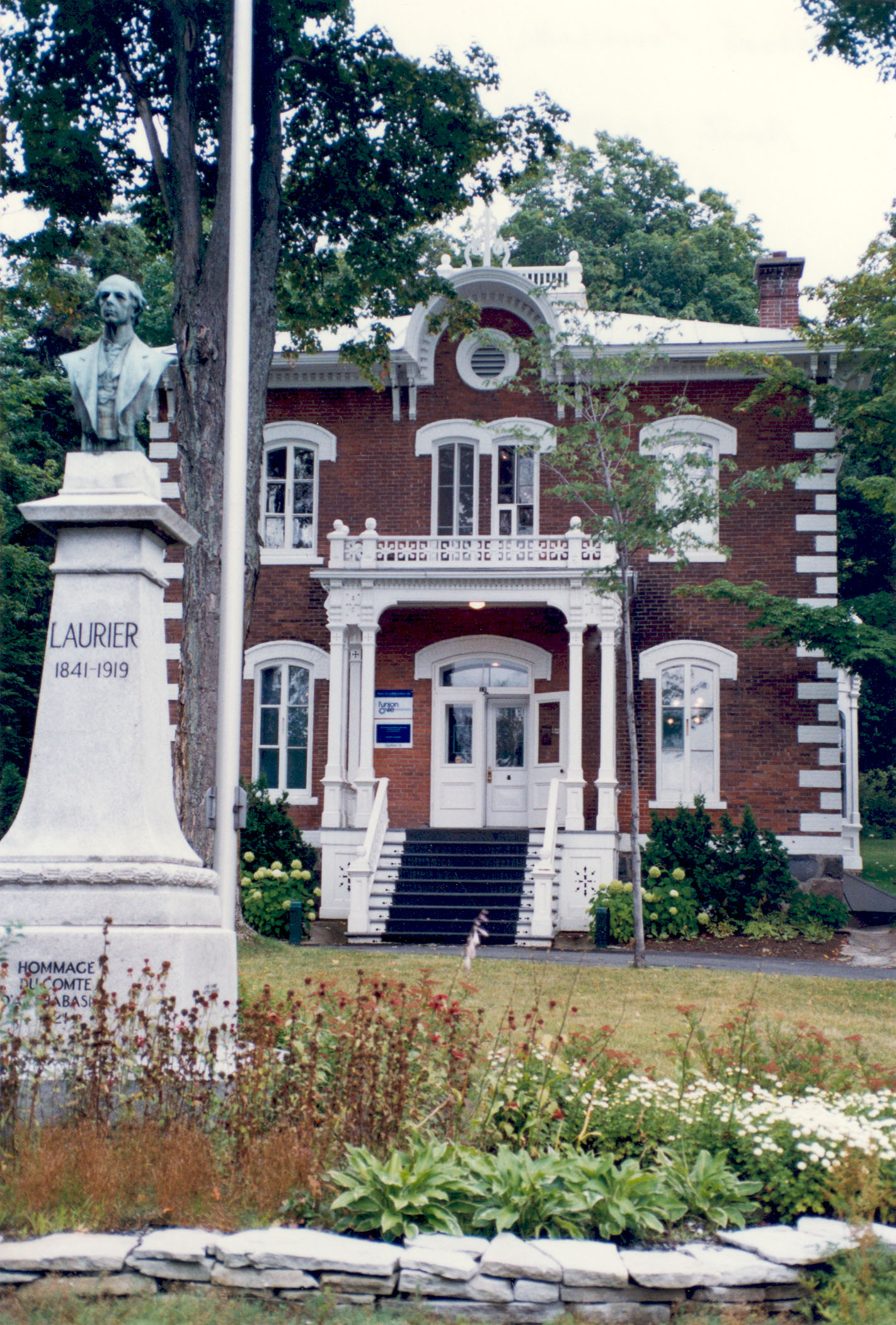
Дом-музей Уилфрида Лорье на углу Лорье-авеню и Чепел-стрит, Оттава.

В мае 1917 года премьер-министр Роберт Борден предложил ему сформировать коалиционное «правительство единства». Однако Лорье отказался, опасаясь, что лидер квебекских националистов Анри Бурасса в таком случае получит контроль над Квебеком; часть однопартийцев-либералов покинула его и перешла в образованную вокруг консерваторов Юнионистскую партию.
Хотя влияние Лорье среди англоканадских избирателей ослабилось, оно усилилось в среде франкоканадцев; в итоге, Либеральная партия побеждала в Квебеке на федеральных выборах вплоть до 1984 года (с важным исключением в 1958 году).
Уилфрид Лорье умер в 1919 в Оттаве, оставаясь лидером оппозиции.

## Достижения и память
Уилфриду Лорье принадлежит целый ряд рекордов в канадской политической жизни. Он стал первым франкоканадцем на посту премьер-министра. Наряду с Джоном Макдональдом, он выиграл наибольшее среди премьер-министров число федеральных выборов — четыре (1896, 1900, 1904, 1908). Ему принадлежит абсолютный рекорд по длительности пребывания в Палате общин — 45 лет (1874—1919). По продолжительности своего премьерства он занимает четвёртую позицию после Макензи Кинга, Макдональда и Пьера Трюдо. Наконец, Лорье дольше всех в канадской истории занимал пост лидера одной из двух крупнейших федеральных партий (Консервативной или Либеральной) — 31 год и 8 месяцев (1887—1919), на несколько месяцев опередив Макензи Кинга.
В рейтинге премьер-министров, составленном журналом «Maclean’s», Лорье занял третье место после Уильяма Лайона Макензи Кинга и Пьера Трюдо. Портрет Лорье изображён на банкноте 5 долларов. Кроме того, в честь него была названа гостиница «Шато-Лорье» в Оттаве, ряд улиц в городах Канады (Лорье-авеню в Оттаве, улицы Лорье в Гатино и Монреале, и т. д.).

## Личная жизнь

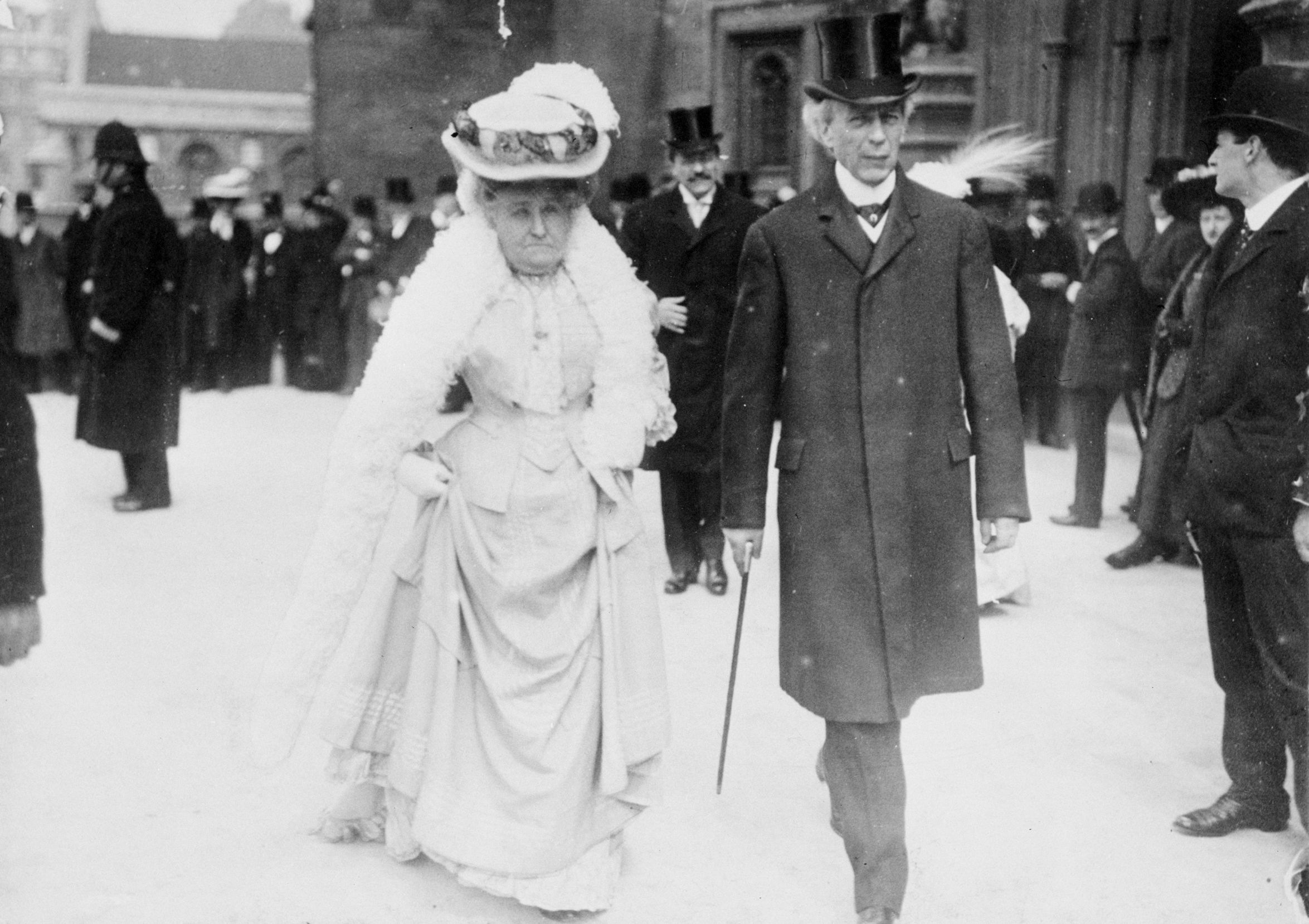
Сэр Уилфрид Лорье и его супруга Зоя Лорье. 1907 год

В 1868 году Лорье женился на Зое Лафонтен. Впервые они познакомились в 1861 году в доме доктора Серафима Готье, где Зоя служила учительницей фортепиано для детей хозяина дома. Их брак был бездетным. Леди Зоя ненадолго пережила Лорье: она скончалась в 1921 году и была похоронена рядом с мужем.
С 1878 по 1896 годы Лорье поддерживал тесные отношения с Эмили Барт (в замужестве Лавернь), супругой квебекского политика-либерала Жозефа Лаверня. Эти отношения прервались вскоре после назначения Лорье премьер-министром. По некоторым данным, между Эмили и Лорье была внебрачная связь, а сын Эмили Арман Лавернь — их внебрачный ребёнок. Как бы то ни было, Лорье явно предпочитал общество Эмили — образованной женщины, живо интересовавшейся политикой, обществу своей жены, аполитичной домохозяйки.

## В культуре

### В компьютерных играх
Представляет Канаду в Sid Meier’s Civilization VI.